# Cantón de Latour-de-France
El cantón de Latour-de-France era una división administrativa francesa, que estaba situada en el departamento de Pirineos Orientales y la región de Languedoc-Rosellón.

## Composición
El cantón estaba formado por diez comunas:
- Bélesta
- Caramany
- Cassagnes
- Estagel
- Lansac
- Latour-de-France
- Montner
- Planèzes
- Rasiguères
- Tautavel

## Supresión del cantón de Latour-de-France
En aplicación del Decreto n.º 2014-262 de 26 de febrero de 2014, el cantón de Latour-de-France fue suprimido el 22 de marzo de 2015 y sus 10 comunas pasaron a formar parte del nuevo cantón de Valle del Agly.